# Darby and the Dead
Darby and the Dead (titulada como Darby y los espíritus en Hispanoamérica) es una película estadounidense de comedia sobrenatural adolescente dirigida por Silas Howard, escrita por Wenonah Wilms y Becca Greene, y protagonizada por Riele Downs como Darby Harper, junto con Auli'i Cravalho, Asher Angel, Chosen Jacobs, Derek Luke, Tony Danza, y Wayne Knight.
Originalmente titulada Darby Harper Wants You to Know, fue anunciada en octubre de 2021, y comenzó su rodaje en Sudáfrica en febrero de 2022. Se estrenará por 20th Century Studios para Hulu en Estados Unidos, Star+ en Latinoamérica y Disney+ Star a nivel internacional el 2 de diciembre de 2022.

## Trama
Después de sufrir una experiencia al borde de la muerte cuando era joven, Darby Harper adquiere la capacidad de ver a los muertos. Como resultado, se vuelve introvertida y se aleja de sus compañeros del colegio y prefiere pasar el tiempo aconsejando a espíritus solitarios que tienen asuntos pendientes en la tierra. Pero todo cambia cuando Capri, la «abeja reina» del grupo más popular del colegio, muere inesperadamente en un extraño accidente con la plancha de pelo, lo que provoca la cancelación de la fiesta de sus «Dulces 17». Sin embargo, Capri le ruega a Darby desde el otro lado que intervenga y convenza a los amigos de Capri para que sigan adelante con la fiesta tal y como estaba previsto. Para apaciguar la ira de la diva de los muertos, Darby deberá salir de su autoexilio y reinventarse, lo que le permitirá encontrar una nueva alegría en la tierra de los vivos. 

## Reparto
- Riele Downs como Darby Harper[2]
- Auli'i Cravalho como Capri[3]
- Asher Angel[2]
- Chosen Jacobs[2]
- Derek Luke[2]
- Genneya Walton[4]
- Tony Danza[5]
- Wayne Knight como Mel[6]
- Nicole Maines[6]

## Producción
En octubre de 2021, se anunció que 20th Century Studios había adquirido el guion especulativo de Darby Harper Wants You to Know de Wenonah Wilms y Becca Greene. La película iba a ser dirigida por Silas Howard, y Storm Reid fue inicialmente elegida para el papel principal. Reid y Robyn Simpson también se encargaron de la producción ejecutiva de la película bajo su productora A Seed & Wings.
Para febrero de 2022, Riele Downs, Auli'i Cravalho, Asher Angel, Chosen Jacobs y Derek Luke se unieron a la película, con Downs sustituyendo a Reid, que abandonó por conflictos de agenda. Genneya Walton y Tony Danza también se unieron a la película ese mismo mes, habiendo comenzado el rodaje. El rodaje tuvo lugar en Sudáfrica. En marzo de 2022, Wayne Knight y Nicole Maines se unieron al elenco. Entre septiembre y octubre de 2022, la película pasó a llamarse Darby and the Dead.

## Marketing
Entre septiembre y octubre de 2022, se reveló un primer vistazo de la película. El 3 de noviembre de 2022, se publicó otra imagen de primer vistazo junto con el logotipo de la película, con el título confirmado como Darby and the Dead. El tráiler se publicó el 16 de noviembre de 2022. En su artículo para Tor.com, Molly Templeton calificó la película como una mezcla de cultura pop, haciendo un guiño a She's All That y Bring It On.